# Jozef Božetech Klemens

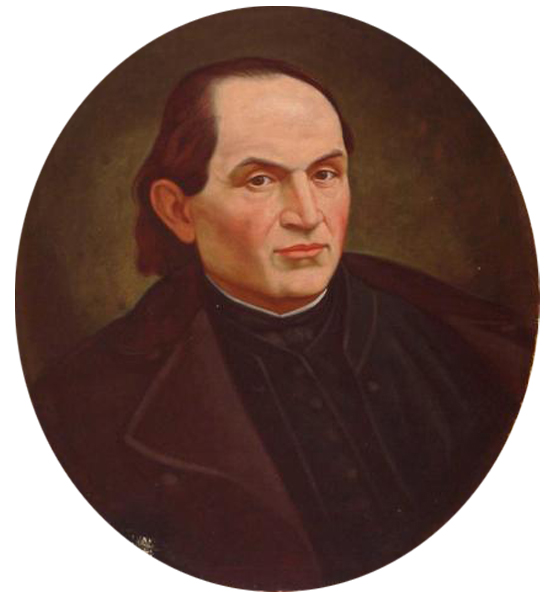
Jozef Božetech Klemens: Andrej Sládkovič, portrét

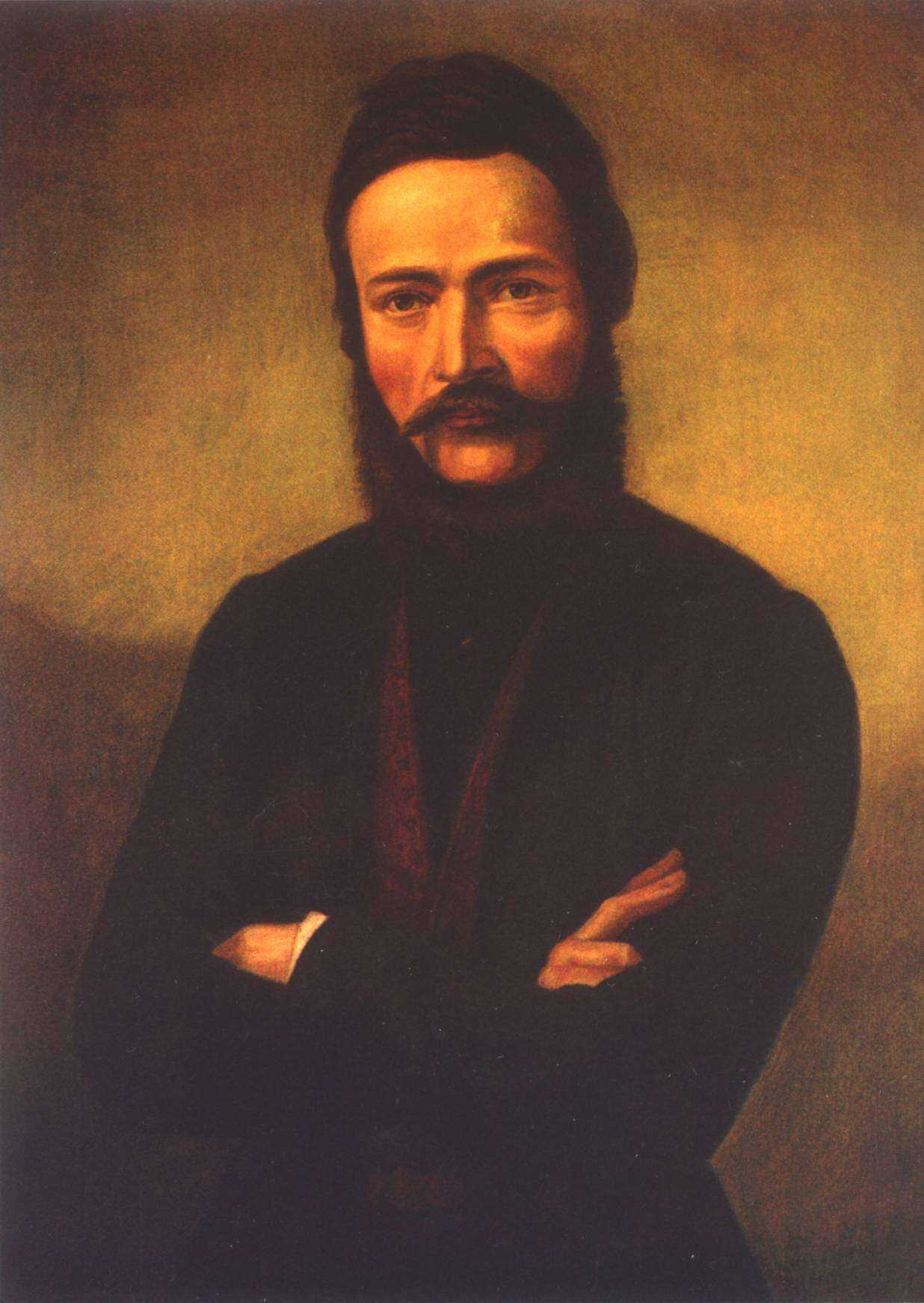
Jozef Božetech Klemens: Ľudovít Štúr, olejomalba, 1872, první malovaný portrét Ľ. Štúra, zhotovený na objednávku Matice slovenské pro výzdobu dvorany

Jozef Božetech Klemens (též Josef Božetěch Clemens) (8. března 1817 Liptovský Mikuláš – 17. ledna 1883 Vídeň) byl malíř, sochař, vynálezce, přírodovědec a fotograf.

## Život
Narodil se v rodině slezského sedláře, původem z Kladska. V roce 1837 byl na přímluvu Gašpara Fejérpatakyho-Belopotockého a na pozvání Karla Slavoje Amerlinga a Václava Štulce přijat na zkušební dobu na Akademii výtvarných umění v Praze do ateliéru monumentální malby k Františku Tkadlíkovi. V letech 1838–1843 zde pak studoval jako řádný student, po Tkadlíkově smrti pokračoval v ateliéru Christiana Rubena, zaujala ho portrétní malba. Současně navštěvoval i přírodovědné a technické přednášky.
Od roku 1839 současně působil jako učitel na Amerlingově dívčí škole v Budči, kde experimentoval s vyučovacími metodami Jana Ámose Komenského. Zaujal ho objev daguerrotypie a v dubnu 1842 si v zahradě Budečské školy založil fotografický ateliér zvaný Světloobrazárna. Byl to první fotografický ateliér v Praze. Kvůli finančním potížím zanikl následujícího roku. Není známo, že by se některá jeho daguerrotypie zachovala.
V roce 1843 se vrátil na Slovensko. Věnoval se geologickému průzkumu, působil na Oravě a v Šariši, pracoval ve spolku Tatrín, pro který vytvořil portréty několika slovenských buditelů. V roce 1846 jej pověřila městská rada Banské Bystrice vypracováním projektu průmyslové školy. Ve školním roce 1847–1848 odjel zpět do Prahy, kde navštěvoval lékařské a chemické přednášky na pražské universitě a chemii na Polytechnickém ústavu. Studia ukončil v srpnu 1849. Téhož roku odešel i s rodinou do Liptovského Mikuláše, kde si za věno své ženy postavil dílnu na výrobu zinkové běloby. Sám navrhl a sestrojil vybavení dílny. Podnik ale skončil úpadkem. Živil se pak především malováním chrámových obrazů. Uvažoval o emigraci do Ruska. Nakonec přijal nabídku Jána Šafárika, aby přijal učitelské místo na lyceu v Bělehradě. Odcestoval tam na jaře 1855 na vlastnoručně zhotoveném voru. Na něm se s rodinou a majetkem doplavil až do Pešti, kde vor prodal a pokračoval do cíle lodí.
V Bělehradě působil pouze krátce, protože místní podnebí mělo špatný vliv na zdraví ženy a dětí. Ještě v roce 1855 odcestoval do Prahy. Zde v roce 1855–1856 studoval na vyšší reálce, aby získal aprobaci pro výuku na středních školách. Složil učitelské zkoušky z chemie, fyziky, přírodních věd, češtiny a němčiny pro gymnázia. Na základě konkurzu získal roku 1856 místo učitele kreslení na reálce v Žilině, kde působil až do jejího zrušení roku 1863. Poté byl suplujícím a od roku 1873 řádným profesorem přírodních věd a kreslení na katolickém gymnáziu v Banské Bystrici. V roce 1878 byl penzionován, přičemž tato skutečnost byla ovlivněna Klemensovými vlasteneckými názory.
Byl sužován ledvinovými kameny a proto odjel roku 1883 do Vídně, aby se podrobil operaci. Ta se však nezdařila a Klemens na její následky zemřel. Byl pochován na Ústředním vídeňském hřbitově. Jeho hrob byl v roce 1960 zrušen.

### Rodina
Před rokem 1849 se oženil se svou bývalou žačkou z Budče, Adélou Kuglerovou (Adelheid Kiegler, 1831–1867). Měli spolu pět dětí (Bohdana 1844, Ludmila 1853, Velima 1855, Bohuslav-Peter, Cyril-Karol). V roce 1869 se Klemens podruhé oženil s Antónií Riznerovou z Kláštora pod Znievom. Z tohoto druhého manželství se narodil syn Jozef.

### Ocenění
- 1861 – Čestné občanství města Žiliny
- 1862 – Čestné členství v Uherské přírodovědné společnosti v Budapešti

## Dílo
Spolu s P. M. Bohuněm byl ústřední postavou výtvarného života vrcholné fáze romantismu slovenského národního obrození, byl iniciátorem specifické slovenské výtvarné linie. Výtvarný koncept kompozice vycházející z klasicismu spojoval s romantickými prvky. Jeho umělecký význam je především v portrétní tvorbě, v další etapě nebyl jeho umělecký vývoj již vzestupný, ovlivnil ho římský nazarénizmus. Maloval schematické náboženské kompozice oltářních obrazů, opakoval je bez vlastního tvůrčího přístupu.
Zájem o technické vědy ho přivedl v roce 1865 k vypracování návrhu na tiskařský stroj pojmenovaný „Samotlač“, jehož výkresy odeslal na výstavu do Londýna, od 2. poloviny 70. let se pokoušel o sestrojení parního stroje „Žiaroruchu“, založeného na principu pohonu suchým ledem, stavbu stroje se mu nepodařilo prosadit ani získat patent. Zajímavým momentem tohoto vynálezu byla i možnost využití horkých zplodin k plnění balónu, který bylo možné použít pro snadnější přemisťování stroje.
Zajímal se také o geografii, v roce 1854 objevil spolu s P. Árvajsem ložisko kamenného uhlí a barevného mramoru. Věnoval se také botanice. Byl členem Matice české a zakládajícím členem Matice slovenské. Od roku 1858 byl členem c. k. říšského geologického ústavu ve Vídni, od 1862 čestným členem Uherské přírodovědné společnosti v Pešti a od 1869 člen přírodopisných-geologického odboru Matice slovenské. Vlastnil jednu z největších sbírek minerálů na Slovensku.
Jeho výtvarná díla jsou ve sbírkách Slovenské národní galerie v Bratislavě, v Národní galerii v Praze a v Muzeu hlavního města Prahy.

### Portréty
- Podobizna setníka Buriana (kresba tužkou, 1838)
- Podobizna Barbory Tylové, manželky ostrostřelce Bronimíra Tyla, olej, 1840, Národní muzeum Praha
- Podobizna Josefa Šmidingera (1801-1852), kněze, buditele a spisovatele, olej, kolem 1840, Národní muzeum Praha
- Podobizna J. K. Tyla (kresba tužkou, 1841)
- Podobizna neznámého muže s plnovousem a knihou v levici 1843, v aukci SOGA r. 2004
- Podobizna Márie Szmrecsányiové, olej 1843, Slovenská národní galerie Bratislava
- Podobizna národního buditele a kněze Michala Miloslava Hodži, olej 1846, Slovenská národní galerie Bratislava
- Podobizna Andreje Sládkoviče (olej, 1872)
- Podobizna Ľudovíta Štúra (olej, 1873)
- Podobizna ředitele banskobystrické dívčí školy přírodovědce Andreje Zipsera (olej, 1876)
- Podobizna banskobystrického advokáta a politika Ľudovíta Turza - Nosického (olej, 1876)

### Chrámové obrazy
- Oltářní obraz sv. Jan Nepomucký, kostel sv. Juraja,Bobrovec [4]
- Oltářní obraz Sv. Karel Boromejský stojící s kajícnickým provazem kolem krku
- Oltářní obraz v kostele Nejsv. Trojice, Horná Lehota (okres Dolný Kubín)
- Oltářní obraz v kostele sv. Cyrila a Metoděje, Mojtín
- Oltářní obraz v kostele, Nemecká Ľupča
- 7 obrazů Kristových pašijí na Kalvárii kolem kostela sv. Žofie, Pružina (Považská Bystrica)
- Oltářní obraz Turzovka
- Oltářní obraz Žilina
- Kající Marie Magdaléna, olej 1848, Slovenská národní galerie Bratislava
- Stojící svatý Jan Evangelista, olej 1874, Slovenská národní galerie Bratislava

### Krajiny
- Vykořeněný strom, kresba, Slovenská národní galerie Bratislava

### Technická díla
- projekt pivovaru města Žiliny
- geologická mapa Liptovské župy
- geologická mapa Trenčínské župy
- geologická mapa Černé Hory

Klemens je Jurajem Chovanem považován pro své vzdělání z historie, výtvarného umění a geologie za možného autora falzifikátů runových textů, nalezených v kremnickém pohoří .